# Hans Hürlimann

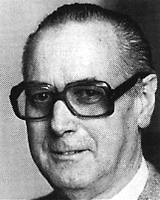
Hans Hürlimann

Hans Hürlimann (Walchwil, 6 april 1918 - Zug, 22 februari 1994) was een Zwitsers politicus voor de Christendemocratische Volkspartij (CVP/PDC) uit het kanton Zug. Van 1973 tot 1982 maakte hij deel uit van de Bondsraad. In 1979 was hij bondspresident van Zwitserland.

## Biografie

### Achtergrond en opleiding
Hans Hürlimann was de zoon van Peter Johann en Katharina Hürlimann. In 1943 promoveerde hij in de rechten aan de Universiteit van Bern.

### Kantonnale politiek
In 1947 werd hij voor de Christendemocratische Volkspartij in de Kantonsraad van Zug gekozen. Van 1952 tot 1954 was hij voorzitter van de CVP/PDC in Zug. Nadien was hij lid van de Regeringsraad van Zug, waar hij bevoegd was voor Opvoeding en Cultuur. Van 1 januari 1965 tot 31 december 1966 was hij Landammann (regeringsleider) van het kanton Zug. 

### Federale politiek
In 1967 werd Hürlimann in de Nationale Raad gekozen en sinds 1973 was hij lid van de Kantonsraad. Van 5 december 1973 tot 31 december 1982 was Hans Hürlimann lid van de Bondsraad. Hij beheerde het departement van Binnenlandse Zaken. In 1979 was hij bondspresident van Zwitserland.